# 2747 Český Krumlov

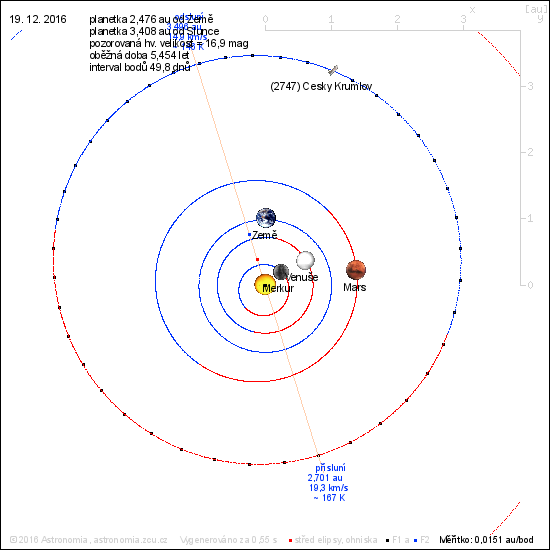
2747 Český Krumlov

2747 Český Krumlov eller 1980 DW är en asteroid i huvudbältet som upptäcktes den 19 februari 1980 av den tjeckiske astronomen Antonín Mrkos vid Kleť-observatoriet i Tjeckien. Den är uppkallad efter den då tjeckoslovakiska staden Český Krumlov.
Asteroiden har en diameter på ungefär 29 kilometer.